# グローヴァー・ワシントン・ジュニア
グローヴァー・ワシントン・ジュニア（Grover Washington Jr.、1943年12月12日 - 1999年12月17日）は、ジャズ・フュージョン界を代表するサックス奏者で、スムースジャズの父としても知られている。ニューヨーク州バッファロー出身。
フュージョン界の中でクワイエット・ストームを推進させ、スムースジャズの礎を作った人物として知られる。

## バイオグラフィ
音楽一家の元に育ち、10歳でサックスを始める。ワーリッツァー音楽学校に進学・卒業、兵役後、フィラデルフィアに移り、ドン・ガーナー&ツノトーンやジョニー・ハモンドのグループに参加した。名プロデューサーでありCTIレコードのクリード・テイラーに見出され、1971年にデビュー・アルバム『インナー・シティ・ブルース』を傘下のクードゥ・レコードから発表。現在、この時期の版権はモータウン・レコード（Mo Jazz）が持っている。
1979年にアトランティック・シティ・ジャズ・フィスティバルに出演し、同じく出演していた当時無名のフュージョン・グループ、ピーセズ・オブ・ア・ドリームを見出した。1981年にデビューしたこのグループには、何度かゲスト参加している。
同年、ワーナー・ミュージック系列のエレクトラ・レコードに移籍（ただし、一作ごとにモータウン・レコードとエレクトラ・レコードの交互で制作するという契約）、1982年エレクトラ・レコードからアルバム『ワインライト』を発表、ビル・ウィザースがゲスト・ヴォーカルとして参加した収録曲「クリスタルの恋人たち(Just the Two of Us)」が大ヒットし、グラミー賞ベストR&Bソング賞を受賞する。
1987年にソニー系列のコロムビア・レコードに移籍。
1995年にはキーボーディストのラムゼイ・ルイスを中心にしたグループ、アーバン・ナイツの立ち上げに参加する。
1999年12月17日、心臓発作のため逝去。56歳没。

## ディスコグラフィ

### リーダー・アルバム
- 『インナー・シティ・ブルース』 - Inner City Blues (1971年、Kudu/Motown)
- 『オール・ザ・キングス・ホーセス』 - All the King's Horses (1972年、Kudu/Motown) ※旧邦題『ボディー・アンド・ソウル』
- 『ソウル・ボックスVOL.1』 - Soul Box Volume 1 (1973年、Kudu/Motown)
- 『ソウル・ボックスVOL.2』 - Soul Box Volume 2 (1973年、Kudu/Motown)
- 『ミスター・マジック』 - Mister Magic (1974年、Kudu/Motown)
- 『フィールズ・ソー・グッド』 - Feels So Good (1975年、Kudu/Motown)
- 『シークレット・プレイス』 - A Secret Place (1976年、Kudu/Motown)
- 『ライヴ・アット・ザ・ビジュー』 - Live at the Bijou (1977年、Kudu/Motown)
- 『スカイラーキン』 - Skylarkin' (1978年、Motown)
- 『素顔』 - Reed Seed (1979年、Motown)
- 『パラダイス』 - Paradise (1980年、Elektra)
- 『ワインライト』 - Winelight (1982年、Elektra)
- 『カム・モーニング』 - Come Morning (1983年、Elektra)
- 『訪れ』 - The Best Is Yet to Come (1984年、Elektra)
- 『インサイド・ムーヴス』 - Inside Moves (1985年、Elektra)
- 『ア・ハウス・フル・オブ・ラヴ』 - A House Full of Love: Music from The Cosby Show (1986年、Columbia)
- 『ストロベリー・ムーン』 - Strawberry Moon (1987年、Columbia)
- 『ゼン・アンド・ナウ』 - Then and Now (1988年、Columbia)
- 『タイム・アウト・オブ・マインド』 - Time Out of Mind (1989年、Columbia)
- 『ネクスト・イグジット』 - Next Exit (1992年、Columbia)
- 『オール・マイ・トゥモローズ』 - All My Tomorrows (1994年、Columbia)
- 『ソウルフル・ストラット』 - Soulful Strut (1996年、Columbia)
- 『クリスマス・アルバム:ブレス・オブ・ヘブン〜ホリデイ・コレクション』 - Breath of Heaven: A Holiday Collection (1997年、Columbia)
- 『アリア』 - Aria (2000年、Sony Classical)
- 『ラスト・ライヴ』 - Grover Live (2010年、Lightyear Entertainment)

### コンピレーション・アルバム
- Baddest (1981年、Motown)
- Anthology (1982年、Motown)
- Greatest Performances (1983年、Universal Special Products)
- 『アンソロジー・オブ・グローヴァー・ワシントン Jr.』 - Anthology Of Grover Washington Jr. (1985年、Elektra)
- The Best of Grover Washington Jr. (1996年、Motown)
- Ultimate Collection (1999年、Hip-O Records)
- 『プライム・カッツ1987-1999』 - Prime Cuts: The Greatest Hits 1987-1999 (1999年、Columbia)
- 20th Century Masters - The Millennium Collection: The Best of Grover Washington Jr. (2000年、Motown)
- 『ラヴ・ソングス』 - Love Songs (2001年、Rhino)
- Discovery: The First Recordings (2001年、Prestige)
- Essentials (2003年、Elektra)
- Collection (2003年、Universal International)
- Jazz Moods: Cool (2004年、Columbia/Legacy)
- Definitive Grover Washington, Jr. (2004年、WEA International)
- 『ディフィニティヴ・コレクション』 - The Definitive Collection (2016年、Robinsongs)
- 『サクリッド・カインド・オブ・ラヴ:コロムビア・レコーディングス』 - Sacred Kind Of Love (The Columbia Recordings) (2019年、SoulMusic)